# Малышев, Владимир Иванович
Влади́мир Ива́нович Ма́лышев (10 [23] июля 1910, Наровчат Пензенская губерния — 2 мая 1976, Ленинград) — советский литературовед, археограф, доктор филологических наук. Исследователь древнерусской литературы, знаток и собиратель древних рукописей, возродивший прекратившуюся после 1917 года работу по разысканию древнерусских рукописей, организатор археографических экспедиций, основатель Древлехранилища Пушкинского Дома. Заслуженный деятель науки РСФСР. Участник Великой Отечественной войны.

## Биография

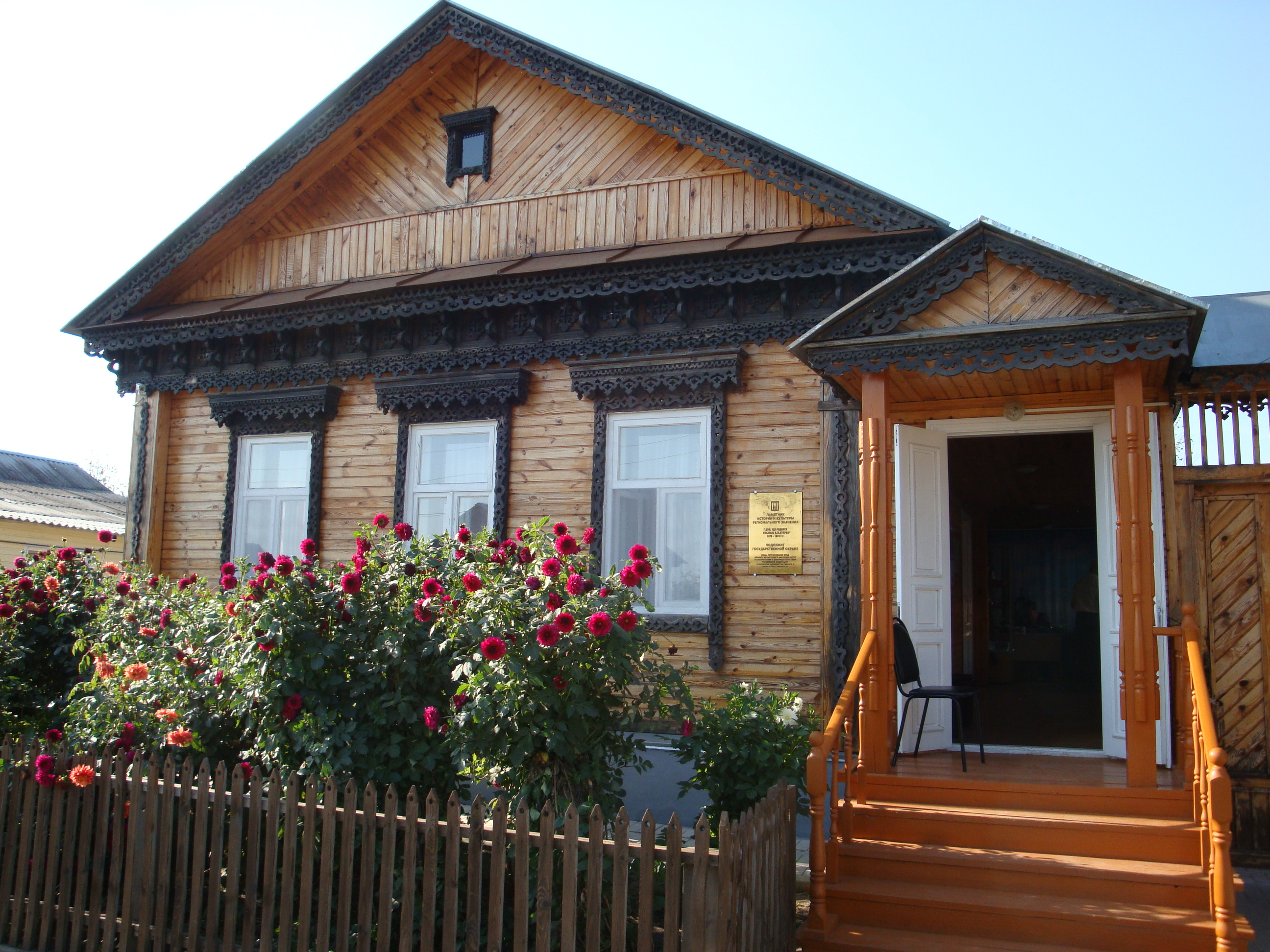
Дом, в котором жил В. И. Малышев в Наровчате (на этом месте стоял дом, в котором родился и жил писатель А. И. Куприн)

Из семьи крестьян Пензенской губернии. Учился в Наровчатской средней школе. В десять лет лишился родителей, жил у сестры отца. В 1928 году переехал в Ленинград, до 1931 года работал шлифовщиком оптического стекла, в 1932 году окончил рабфак и поступил на филологический факультет ЛГУ. С мая 1934 года по сентябрь 1936 года работал сотрудником краеведческого музея в Боровске, после чего вернулся в Ленинград. В 1939 году окончил ЛГУ. Первая научная публикация появилась в 1940 году.
С января по сентябрь 1940 года работал старшим библиотекарем в Отделе рукописей БАН, с сентября 1940 года по 3 августа 1941 года работал научным сотрудником Карело-Финского научно-исследовательского института культуры и одновременно преподавал в Петрозаводском университете палеографию.
С августа 1941 года по февраль 1946 года находился в рядах РККА, воевал на Ленинградском фронте, был трижды ранен.
С февраля по июль 1946 года работал старшим библиотекарем Государственной публичной библиотеки, а с июля 1946 года стал научным сотрудником Института русской литературы (Пушкинский Дом). Он возродил работу по разысканию древнерусских рукописей у населения, стал основателем древлехранилища Пушкинского Дома, насчитывавшего к 1976 более 7 тыс. рукописей XII—XIX веков. Итогом археографического обследования бассейна р. Печоры в районе Усть-Цильмы стала книга Малышева «Усть-Цилемские рукописные сборники XVI—XX вв.» (1960).
Кандидатскую диссертацию «Повесть о Сухане (из истории русской повести XVII века)» он защитил в 1956 году. В 1968 году диссертация Малышева «Исследования и разыскания по литературному наследию Древней Руси» по совокупности трудов засчитана как докторская. Основные работы Малышева связаны с открытием и исследованием новых рукописей и памятников древнерусской литературы. Особое значение имеют статьи, посвящённые изучению наследия протопопа Аввакума.
В 1972 году ему было присвоено звание заслуженного деятеля науки РСФСР.
Похоронен на Серафимовском кладбище в Ленинграде. В 1976 году Хранилищу древнерусских рукописей Пушкинского Дома присвоено имя его основателя — «Древлехранилище имени В. И. Малышева».

## Сочинения и публикации
- Повесть о прихождении Стефана Батория на град Псков. М.; Л., 1952.
- Повесть о Сухане. Из истории русской повести XVII в. М.; Л., 1956.
- Житие протопопа Аввакума (Прянишниковский список) // Житие протопопа Аввакума, им самим написанное, и другие его сочинения. М., 1960.
- Усть-Цилемские рукописные сборники XVI—XX вв. Сыктывкар, 1960.
- Древнерусские рукописи Пушкинского Дома (Обзор фондов). М.; Л., 1965.
- О списках «Послания» старца Авраамия Петру I // Русская литература. 1975. № 3.
- Малышев В. И. Материалы к «Летописи жизни протопопа Аввакума» // Древнерусская книжность: По материалам Пушкинского дома. — Л., 1985. — С. 277—322.

## Литература

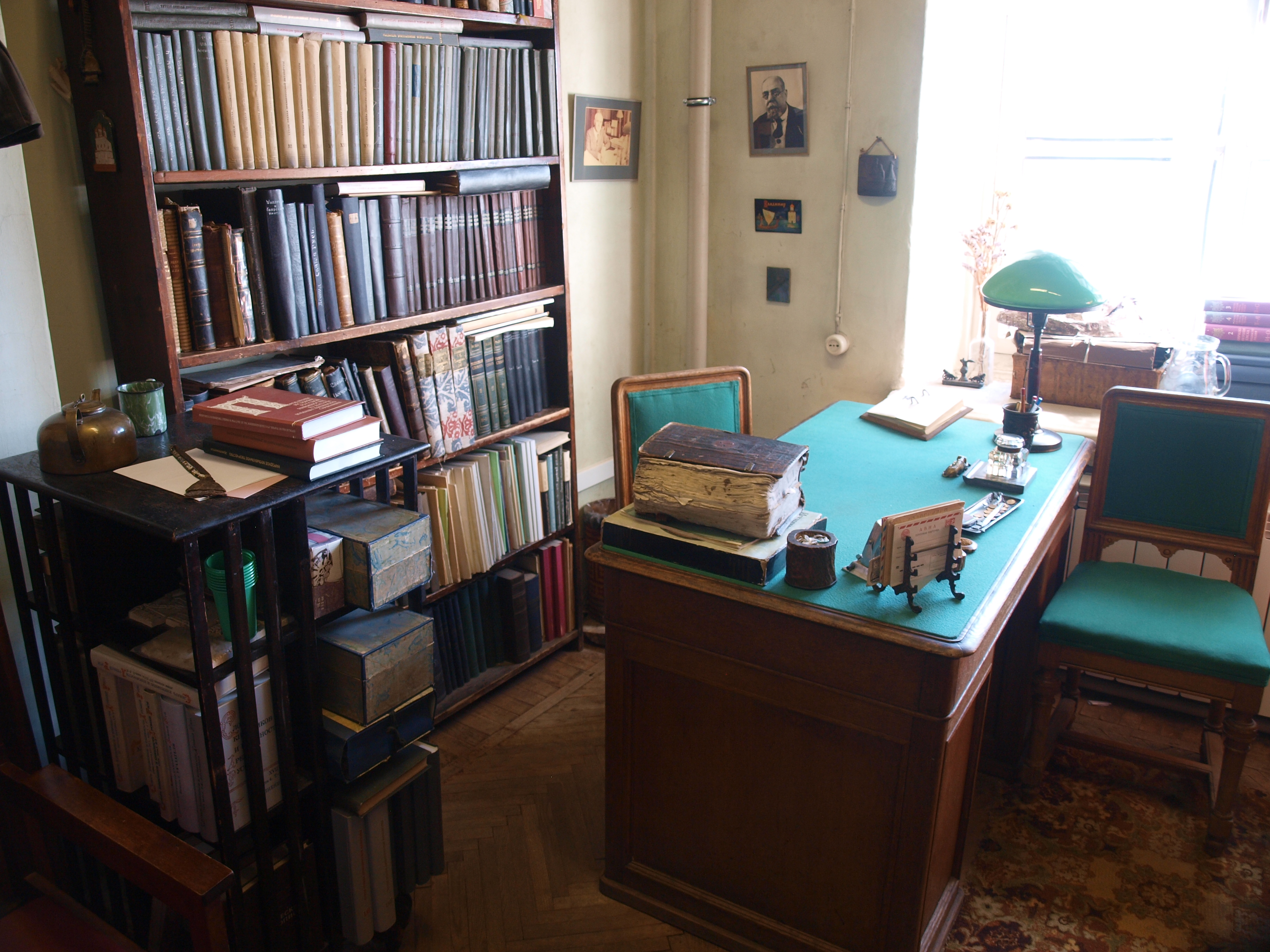
Мемориальный кабинет
В. И. Малышева в Древлехранилище ИРЛИ РАН